# اریکا وازکز
اریکا وازکز (انگلیسی: Erika Vázquez؛ زادهٔ ۱۶ فوریهٔ ۱۹۸۳) بازیکن فوتبال اهل اسپانیا است.
از باشگاه‌هایی که در آن بازی کرده‌است می‌توان به باشگاه فوتبال اتلتیک بیلبائو و باشگاه فوتبال اسپانیول اشاره کرد.
وی همچنین در تیم‌های ملی فوتبال Spain women's national under-19 football team، زنان اسپانیا، و Basque Country women's national football team بازی کرده‌است.